# Château de Peveril
Le château de Peveril (également connu sous le nom de château de Castleton ou château de Peak) est un château en ruines du début de l'ère médiévale, surplombant le village de Castleton, dans le comté anglais du Derbyshire. Il s'agissait d'un Caput (en) de l'Honneur de Peverel, fondé à une époque située entre la conquête normande de 1066 et sa première mention enregistrée dans le Domesday Book de 1086, par William Peverel, qui occupait des terres dans le Nottinghamshire et le Derbyshire en tant que locataire-en-chef du roi. Situé à proximité, Castleton bénéficia de la présence du château, qui jouait le rôle de Caput de la baronnie féodale (en) de Peak. La ville devint le centre économique de la baronnie. Le château offre une vue sur la vallée de Hope (en) et sur Cave Dale (en).
William Peverel le Jeune hérita des biens de son père qui, en 1155, lui furent confisqués par le roi Henri II. Alors que le château était dans les mains de la royauté, Henri s'y rendit en 1157, 1158, et 1164, accueillant pour la première fois le roi Malcolm IV d'Écosse. Au cours de la révolte de 1173-1174, la garnison du château augmenta et passa d'un gardien et deux sentinelles à une force dirigée par 20 chevaliers partagés avec les châteaux de Bolsover et Nottingham. Les comtes de Derby réclamaient les domaines de la famille Peverel par le mariage, et en 1199, William de Ferrers (en), 4e comte de Derby, paya 2 000 marcs pour la seigneurie Peak, bien que le château restât sous le contrôle de la royauté. Le château Peverel le plus proche vécut une bataille en 1216 lorsque le roi Jean fit don du château à William de Ferrers, mais le châtelain refusa d'en céder le contrôle. Bien qu'ils fussent tous les deux partisans de Jean, le roi autorisa le comte à utiliser la force pour expulser le châtelain, qui finit par capituler, bien qu'il n'y ait aucune preuve que le château ait été attaqué.
En 1223, le château revint à la Couronne. Au XIIIe siècle, il y eut des périodes de travaux de construction au château, et en 1300, il était terminé. Vers la fin du XIVe siècle, la baronnie fut accordée à Jean de Gand, duc de Lancastre. Utilisant peu le château, il ordonna que l'on réutilisât certains de ses matériaux, marquant ainsi le début de son déclin. Depuis l'époque de Jean de Gand à nos jours, le château est détenu et administré par le duché de Lancastre. Le château de Peveril est devenu moins important sur le plan administratif et, en 1609, il était « en ruines et n'était d'aucune utilité ». Au XIXe siècle, Sir Walter Scott prit le château pour décor dans son roman Peveril du Pic. Le site est pris en charge par l'English Heritage et est situé dans un parc national. Le château de Peveril est protégé en tant que monument classé Grade I.

## Histoire
Le château de Peveril monte la garde sur un promontoire calcaire situé à l'extrémité ouest de Hope Valley, au milieu d'un paysage antique. Sur le côté nord de la vallée se trouve Mam Tor (en), un castro datant de l'âge du bronze, et à 3,2 km à l'est, à Brough  and Shatton, le camp romain de Navio. La vallée formait une ligne de communication naturelle et avait une importance supplémentaire en raison des précieuses ressources minérales de la région, en particulier le plomb.

### À partir de la conquête normande
Le petit château de Hope était situé à mi-chemin dans la vallée. Le fondateur du château, Guillaume Peverel, partisan de Guillaume le Conquérant, avait été récompensé pour l'avoir soutenu lors de la conquête normande. La première mention existante de ce personnage en Angleterre rapporte que, en 1068, Guillaume le Conquérant, qui était en train de soumettre les Midlands et le Nord de l'Angleterre, lui donna le nouveau château de Nottingham. Une légende infondée affirme que Peverel était le fils illégitime de Guillaume. Selon le Domesday Book de 1086, Peverel était devenu un puissant propriétaire foncier, avec des exploitations dans le Nottinghamshire et le Derbyshire. La date exacte à laquelle il fonda le château est incertaine, bien que celle mentionnée dans le Domesday Book fixe le début de la construction en 1086. Il fait partie des 48 châteaux cités dans la liste et il est le seul dans le Derbyshire. Le château a été enregistré comme étant situé à Pechesers qui fut traduit par « Peak's Tail » et par « Peak's Arse (en) ». Bien que les premiers châteaux normands fussent généralement construits en bois, le château de Peveril semble avoir été conçu dès l'origine pour être construit en pierre.

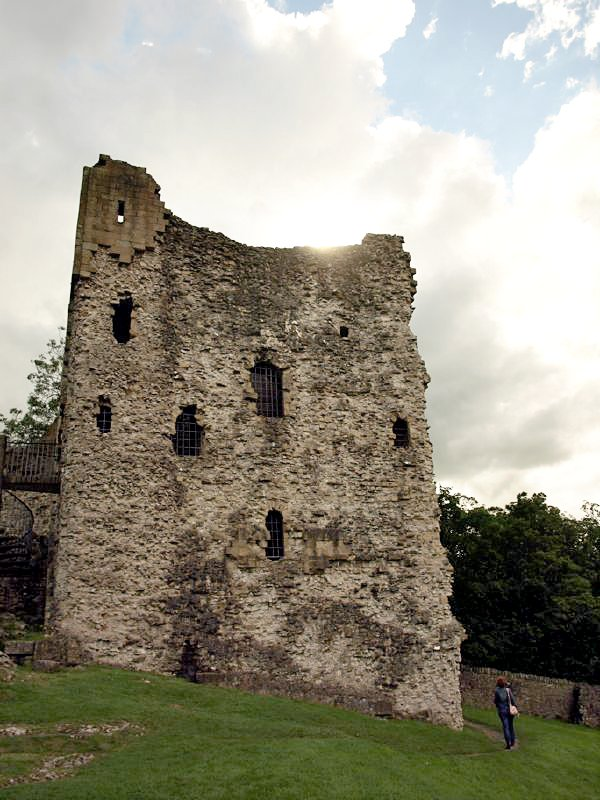
Donjon du château de Peveril datant environ du XIIe siècle

Guillaume Peverel avait la garde des terres royales telle que la région de Hope, et même s'il possédait ses propres domaines, il comptait sur le maintien des faveurs du roi pour ainsi garder le pouvoir. En 1100, le nouveau roi, Henri Ier, accorda à Guillaume « son domaine dans le Peak ». Cela signifiait que le Peak devenait une seigneurie indépendante sous le contrôle de Guillaume Peverel, et le château un centre d'administration important dans la région permettant la collecte des impôts. Situé à proximité, Castleton bénéficia du nouveau statut du château et commença à croître pour devenir le cœur économique de la seigneurie. Guillaume Peverel mourut en 1114 et ce fut son fils, Guillaume Peverel le Jeune, qui lui succéda. Pendant la guerre civile connue sous le nom d'anarchie et qui opposait le roi Étienne à Mathilde l'Emperesse, Peverel se mit du côté des perdants et ses biens souffrirent lorsqu'il fut capturé lors de la bataille de Lincoln en 1141. En 1153, Peverel fut soupçonné d'avoir tenté d'empoisonner Ranulph de Gernon. Cette même année, le futur roi Henri II accusa Peverel de « pillage et trahison » et menaça de confisquer ses biens et de les remettre au comte de Chester. Deux ans plus tard, Henri, devenu roi, mit sa menace à exécution. Cependant, le comte de Chester étant alors décédé, le roi garda les propriétés pour lui-même. Une fois sous le contrôle royal, Peveril devint le centre administratif de la forêt de High Peak (en).
Guillaume Peverel le Jeune mourut en 1155, et comme son seul héritier mâle lui avait précédé, la demande de la famille concernant les biens confisqués fut reprise par le mari de la fille de Guillaume, Margaret Peverel. Margaret avait épousé Robert de Ferrers, 2e comte de Derby (en). Le roi Henri II se rendit au château de Peveril à trois reprises au cours de son règne. Lors de sa première visite, en 1157, il accueillit le roi Malcolm IV d'Écosse qui avait rendu hommage à Henri après avoir cédé le Cumberland et le Westmorland au roi anglais. Henri II s'y rendit à nouveau en 1158 et en 1164. Lorsqu'un groupe de barons mené par les fils de Henri, Henri le Jeune, Geoffroy II de Bretagne et le prince Richard, qui plus tard allait devenir Richard Cœur de Lion, prirent part à la révolte de 1173-1174 contre le règne du roi, ce dernier dépensa 116 £ pour des travaux de construction dans les châteaux de Peveril et de Bolsover, dans le Derbyshire.
La garnison fut également augmentée. Auparavant, Peveril était gardé par deux gardiens et un portier, mais la surveillance fut étendue à une force dirigée par 20 chevaliers qui, pendant la révolte, étaient partagés avec les châteaux de Bolsover et de Nottingham. À la fin de la révolte, en 1174, de nouvelles mesures furent prises pour améliorer le château de Peveril, et les Pipe Rolls (en) (relevés de dépenses royales) montrent que, entre 1175 et 1177, 184 £ furent consacrées à la construction du donjon. La construction en pierre avait un coût, et bien que le donjon de Peveril fût petit, les châteaux de pierre de taille modérée comme le château contemporain d'Orford pouvaient coûter des milliers de livres. Le revenu moyen de Henri II pendant son règne fut estimé à environ 10 000 £ par an. Peu de documents ayant survécu, on ne peut dire avec certitude la date à laquelle les différentes parties du château ont été construites, et les enquêtes archéologiques ont échoué dans la datation de la pierre. Henri II mourut en 1189 et ce fut son fils, Richard Cœur de Lion, qui lui succéda. Peu de temps après son couronnement, Richard accorda la seigneurie du Peak, le château y compris, à son frère Jean. Alors que Richard était en croisade, Jean se rebella et à son retour, Richard lui confisqua la seigneurie.
Jean devint roi en 1199 après la mort de Richard. Guillaume de Ferrers, 4e comte de Derby (en) maintint la demande des comtes de Derby pour les biens de Peveril. Il paya 2 000 marcs (1 333 £) au roi Jean pour la seigneurie du Peak, mais la Couronne conserva la possession des châteaux de Peveril et de Bolsover. Jean finit par donner ces châteaux à Ferrers en 1216 afin d'obtenir son soutien face à la rébellion sévissant sur l'ensemble du pays. Toutefois, le châtelain Brian de Lisle refusa de les céder. Bien que de Lisle et Ferrers fussent tous deux partisans du roi Jean, le roi donna à Ferrers la permission d'utiliser la force pour reprendre les châteaux.

### Henri III
La situation était encore chaotique lors de l'accession au trône du roi Henri III après la mort de son père en 1216. Bien que Bolsover tomba aux mains des forces de Ferrers en 1217 après un siège, il n'y a aucune mention indiquant que Peveril ait été attaqué et il est probable que Brian de Lisle ait négocié sa reddition. Ferrers était le seul propriétaire de la seigneurie jusqu'à la majorité du roi Henri III. Lorsque vint le moment de céder les propriétés, il fut réticent, et après un blocage initial, la Couronne en prit le contrôle en 1223. Bien que les Pipe rolls contemporains enregistrant les dépenses à Peveril existent encore, ils ne précisent pas comment l'argent fut dépensé. En conséquence, on ignore ce qui relève de l'entretien et ce qui concerne les importants travaux de construction; cependant, Richard Eales, qui a écrit en 2006 le guide de l'English Heritage, suggère qu'il y eut deux périodes de construction pendant lesquelles les sommes dépensées étaient plus importantes que d'habitude : 54 £ en 1204-1207 et 67 £ en 1210-1212. L'historien médiéval Sidney Painter estima qu'en 1200 environ, il y avait seulement sept seigneurs en Angleterre dont le revenu annuel dépassait 400 £ et un chevalier pouvait facilement vivre avec 10 £ ou 20 £ par an.

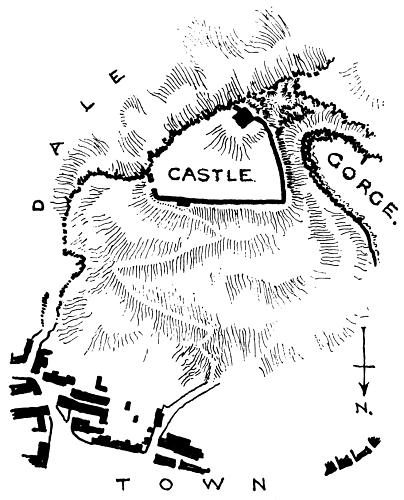
Carte de la région, tirée de The Growth of the English House de John Alfred Gotch, 1909

Le reste du XIIIe siècle fut relativement pacifique et des archives montrent que le château de Peveril était entretenu par la Couronne. En 1235, en vue de la visite du roi, le mur nord et le pont furent réparés. Après d'importants travaux dans les années 1250-1252 (60 £ dépensées), 1272-1275 (40 £) et 1288-1290 (151 £), il est probable qu'en 1300, les bâtiments du château aient été terminés. Le roi Henri donna au prince Édouard (qui plus tard devint le roi Édouard Ier) le château de Peveril, le comté palatin de Chester ainsi que les exploitations du Pays de Galles et d'Irlande. Éléonore de Castille devint douairière de certaines terres, dont celles de Peveril, elle en hériterait au cas où son mari, le prince Édouard venait à mourir. À cette époque, la seigneurie de Peak valait environ 300 £ par an. Lors du déclenchement de la Seconde Guerre des barons en 1264, le château de Peveril fut occupé par Robert de Ferrers, 6e comte de Derby. Simon de Montfort força le roi Henri III à lui donner Peveril, mais la Couronne le récupéra après la mort de de Montfort en 1265. Le château fut remis dans la dot d'Éléonore et, comme elle décéda avant son mari, la seigneurie retourna à la royauté. Son revenu fut utilisé pour pourvoir aux besoins des membres de la famille royale tels que : la reine Isabelle de France, épouse du roi Édouard II, et leurs enfants, ainsi que des favoris royaux tel que Pierre Gaveston. En 1331, le roi Édouard III donna la seigneurie à sa femme, Philippa de Hainaut. En 1345, ce fut John de Warenne qui en devint le propriétaire. Après son retour à la Couronne, le domaine fut donné à Jean de Gand, troisième fils survivant du roi Édouard III, en contrepartie partielle du comté de Richmond.

### Les Lancastriens
La période au cours de laquelle Jean de Gand en fut le propriétaire marqua le début du déclin du château de Peveril. Il s'agissait du noble le plus riche d'Angleterre, il possédait plusieurs châteaux. Comme celui de Peveril était relativement peu important, Jean décida de ne pas l'entretenir et, en 1374, il donna l'ordre d'enlever le plomb des bâtiments afin de le réutiliser au château de Pontefract. Son fils, Henry Bolingbroke, qui devint plus tard le roi Henri IV, en hérita, et il resta sous contrôle royal, administré par le duché de Lancastre. Au cours du XVe siècle, alors que ses fonctions administratives étaient déplacées ailleurs, Peveril devint moins important. Bien que d'autres châteaux administrés par le duché de Lancaster aient été réparés en 1480, il n'y a aucune indication attestant que ce fut le cas de Peveril. Une enquête datant de 1561 menée pour le duché révéla que Peveril était dans un état de délabrement, et par conséquent, avec Donnington, il fut l'un des deux châteaux qui furent par la suite abandonnés. Le château accueillit toutefois des tribunaux locaux jusqu'en 1600. Une enquête effectuée en 1609 constata que Peveril était « vraiment en ruine et ne servait à rien ». À un moment donné, le château fut utilisé pour abriter des animaux.

### Ère moderne
Avec l'arrivée du chemin de fer au XIXe siècle, la région devint une attraction touristique. Le duché de Lancastre entreprit l'entretien du château au XIXe siècle afin d'éviter qu'il ne continuât de se détériorer davantage, principalement en déblayant les décombres et en ajoutant du mortier. Le roman de Sir Walter Scott de 1823, intitulé Peveril du Pic et situé dans le milieu du XVIIe siècle, décrivait les ruines du château.
En 1932, le duché donna la garde du château au bureau des Travaux tout en en restant le propriétaire. Le site est aujourd'hui entretenu par l'English Heritage qui a succédé au Bureau des Travaux. Le paysage environnant est protégé en tant que parc national depuis 1951. Le château est un scheduled monument, ce qui signifie qu'il s'agit d'un bâtiment historique d'« importance nationale » et d'un site archéologique protégé contre tout changement non autorisé. C'est aussi un monument classé Grade I (classé pour la première fois en 1985), également reconnu comme étant une structure importante sur le plan international. Il a été décrit comme « peut-être le plus beau monument médiéval du Peak District », et l'historien architectural Nikolaus Pevsner fit remarquer qu'il est « de loin le château le plus important du comté – en fait, le seul qui a une importance ».

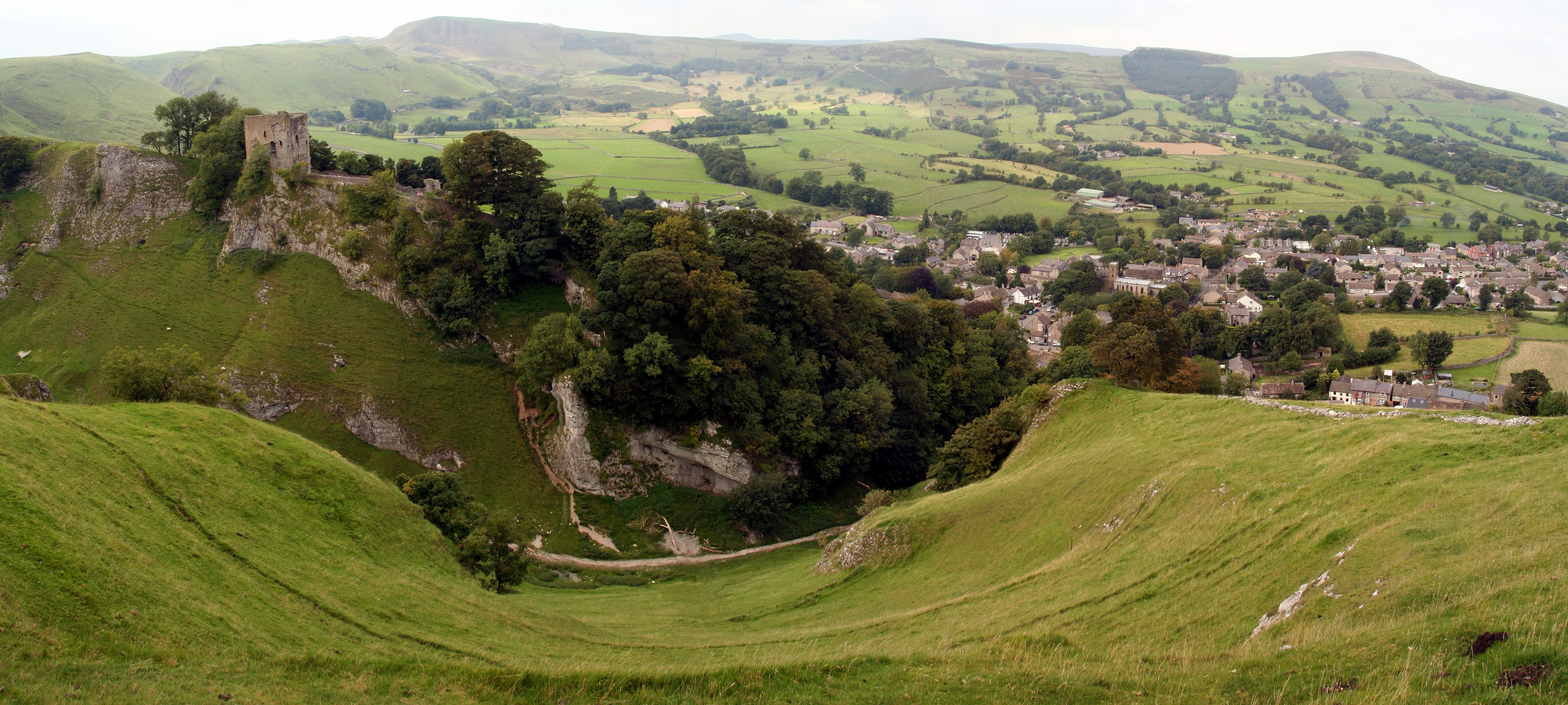
Vue du château de Peveril donnant sur Castleton

## Plan
Le château de Peveril est de forme quasi triangulaire, ses dimensions sont d'environ 90 × 65 m, il est assis au sommet d'une colline surplombant la Hope Valley. Loin du périmètre entourant le château, les terrains tombent de manière abrupte, formant une surface quasiment à pic sur le sud-est, et les tournants permettant de s'approcher du château à partir du nord constituent l'approche la plus pratique pour s'y rendre. Le site était non seulement naturellement défendable, mais il était également important, ce qui permettait au château d'être un symbole très visible des capacités du constructeur. Le château utilisait la ville voisine de Castleton pour y fournir des approvisionnements. Il jouit d'une vue sur la Hope Valley située en contrebas, ainsi que sur Treak Cliff, Mam Tor et Lose Hill (en). Pour entrer dans le château, il fallait franchir une guérite située à l'est. Elle était simplement conçue, elle mesurait 7 m de large, et le passage qui la traversait avait une longueur de 2,5 m. Bien que les dessins restants soient peu nombreux, les plus anciens contiennent des détails de moulures qui suggèrent que la structure a été construite au XIIe siècle, peut-être par le roi Henri II ou Jean.
La courtine entourant le château témoigne des multiples phases de construction, avec des pierres datant de la période normande – différenciées par l'utilisation de l'opus spicatum – et des réparations modernes. Les murs étaient surmontés par des passerelles, qui à côté de la guérite, atteignaient une hauteur de 5 m au-dessus du niveau du sol juste à l'extérieur du château. Au XIIe siècle, une tour en saillie de moins de 2 m fut ajoutée au mur nord. Selon Eales, elle « aurait été d'une valeur militaire limitée, comparée aux tours en saillie audacieuses des châteaux construits par la suite » qui permettaient aux défenseurs de déployer des tirs flanqués le long de la base des murs. Les terrains à l'intérieur du château se dirigent vers le bas, d'ouest en est. Le stockage de l'eau était une préoccupation pour la garnison du château, mais la manière dont ils s'approvisionnaient en eau est inconnue.
La courtine sud, située le long de la ligne de la muraille médiévale, est moderne, elle a été créée pour remplacer la précédente. On peut également voir les vestiges de deux tours en saillie rondes ou semi-circulaires. L'état de l'une d'entre elles permet encore de discerner l'utilisation de tuiles romaines dans la construction, probablement en provenance du fort de Navio, situé à 3,2 km. On ignore la date à laquelle ces tours ont été construites, bien que le XIIIe siècle soit évoqué. Les fondations marquent la position des bâtiments attenant au mur sud, probablement l'ancienne salle et une chapelle. Un document datant de 1246 mentionnait l'existence d'une chapelle au château; les restes de l'édifice oriental situé contre le mur sud sont supposés marquer le site de la chapelle puisqu'il est orienté plus ou moins est-ouest. Les fondations à l'extrémité ouest du mur marque l'emplacement éventuel d'un grand bâtiment; compte tenu de sa taille, il s'agissait probablement d'une salle où le seigneur prenait ses repas et se divertissait avec des invités au statut élevé. Il est difficile de savoir quand la nouvelle salle fut construite, probablement pour remplacer l'ancienne située au sud du château, bien qu'une « ancienne salle » était mentionnée dans un document de 1251, laissant entendre qu'il en existait aussi une nouvelle à ce moment-là. La cuisine et les magasins d'alimentation se seraient trouvés à l'extrémité est de la salle, mais il reste peu de ces structures. Des bâtiments furent également construits contre la courtine ouest, probablement des logements destinés aux personnes ayant un statut élevé.
Bien que l'accès principal pour se rendre au château de Peveril se faisait par le nord, il existait aussi une entrée par l'ouest. Un pont enjambait les gorges, reliant le château à une enceinte située de l'autre côté. Comme il n'y eut aucune fouille, la forme exacte de l'enceinte reste incertaine. Son utilité est aussi source de spéculation, peut-être s'agissait-il d'une cour extérieure élaborée destinée à la défense ou peut-être était-elle utilisée pour le stockage ou les écuries.
Le donjon occupe le coin sud du château de Peveril. Sa construction a probablement commencé aux alentours de 1176, initiée par Henri II. Il est de forme carrée, mesure moins de 12 × 12 m, et le parapet situé au-dessus de sa base a une hauteur de 15 m; étant donné que le sol est inégal, il s'élève à 10,5 m au-dessus du niveau du sol de l'autre côté. Il est petit comparé aux donjons royaux contemporains tels que ceux appartenant aux châteaux de Douvres et de Scarborough. Aujourd'hui, l'extérieur est grossier, mais à l'origine, le revêtement était lisse; le côté sud-est, où le donjon était protégé contre le vol par la pente raide naturelle, donne une idée de la façon de l'apparence qu'il avait peut-être autrefois. Une saillie dans la façade sud-est du donjon abritait une garde-robe. Conformément à l'architecture normande, l'accès au donjon de Peveril se faisait par un escalier situé au premier étage. Ce niveau constituait l'entrée où se trouvait une grande salle publique; quant au sous-sol, il était utilisé pour le stockage. Un escalier étroit dans le coin est permettait d'y accéder et continuait pour rejoindre le mur sur lequel on pouvait marcher et ainsi faire le tour du sommet du donjon.

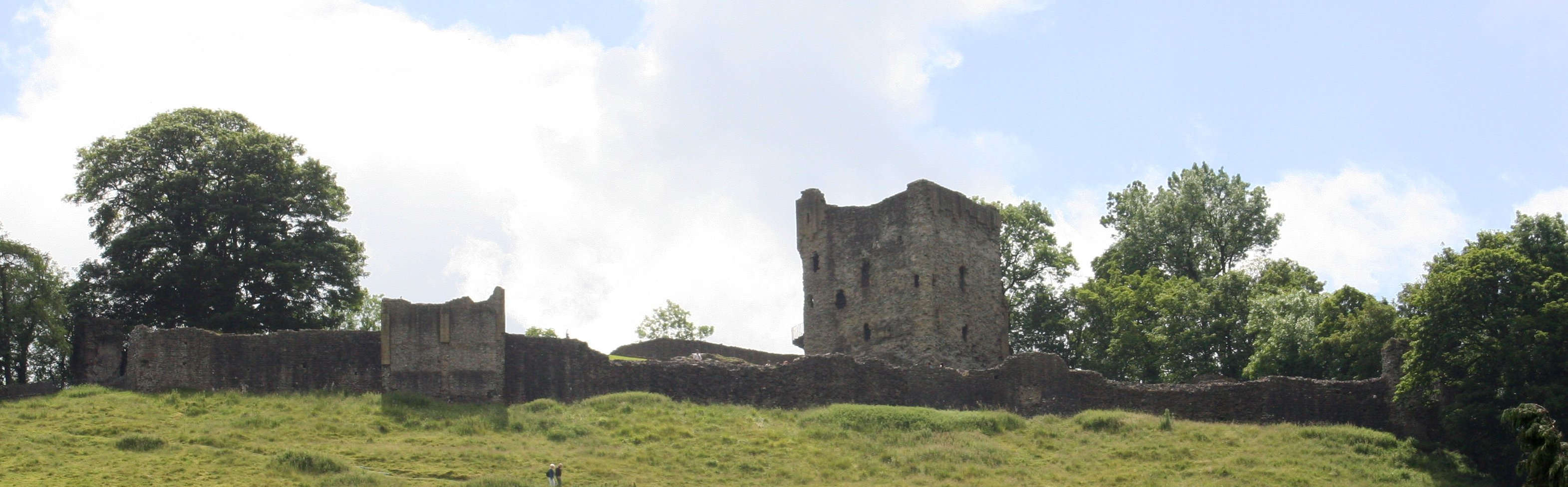
Tours du donjon du château de Peveril au-dessus de la courtine.

## Source de la traduction
- (en) Cet article est partiellement ou en totalité issu de l’article de Wikipédia en anglais intitulé « Peveril Castle » (voir la liste des auteurs).